# Johann Karall
Johann Karall (* 28. Februar 1934 in Großwarasdorf; † 15. Dezember 2008) war ein österreichischer Politiker (ÖVP) und Landesbeamter. Karall war Abgeordneter zum Burgenländischen Landtag, von 1982 bis 1987 Landesrat in der Burgenländischen Landesregierung sowie Nationalteamtrainer der österreichischen Basketballnationalmannschaft.

## Ausbildung und Beruf
Karall besuchte die Volksschule in Großwarasdorf und absolvierte danach die Bundesrealschule Wien I, an der er 1952 die Matura ablegte. Danach studierte er an der Kulturtechnischen Fakultät der Hochschule für Bodenkultur Wien und schloss sein Studium 1958 mit dem akademischen Grad Dipl.-Ing. ab. In der Folge war er von 1957 bis 1958 als Assistent der Hochschule für Bodenkultur. Daneben war Karall als Leistungssportler aktiv, wurde zwischen 1952 und 1960 mehrfacher Staatsmeister im Basketball und trainierte zudem das österreichische Herrennationalteam. Mit dem Union Basketballclub Eisenstadt gelang ihm 1962 der Aufstieg in die 1. Bundesliga, womit der Verein der erste ballspielende Verein des Burgenlandes in einer höchsten Spielklasse war.
Mit 31. Dezember 1958 trat er schließlich in den Dienst der Burgenländischen Landesregierung, wo er als Beamter in der Güterwegebauabteilung beschäftigt war. 1965 stieg er zum Vorstand der Abteilung auf. Karall wurde 1967 zum Landesagrarbaurat, 1972 zum Agrar-Oberbaurat und 1977 zum wirklichen Hofrat ernannt. 1999 ging Karall als Vorstand der Güterwegabteilung in Pension. Johann Karall hatte im Burgenland den modernen Güterwegebau eingeleitet: Unter seiner Ägide entstanden in den Jahren 1959 bis 1998 insgesamt 3042 Kilometer – meist asphaltierte – Weganlagen. Vor 1959 hatte es im Burgenland nur rund 200 Kilometer, meist schotterbefestigte Güterwege gegeben.

## Politik
Karall vertrat die ÖVP zwischen dem 14. Mai 1968 und dem 4. Juli 1982 im Burgenländischen Landtag, wobei er von 1978 bis 1982 auch als ÖVP-Klubobmann fungierte. Er war danach vom 5. Juli 1982 bis zum 30. Oktober 1987 Landesrat in der Burgenländischen Landesregierung, wobei er unter anderem für Kindergärten, das Pflicht- und Berufschulwesen, Verkehrsfragen sowie Natur- und Landschaftsschutz zuständig war. Nach seinem Ausscheiden aus der Landesregierung gehörte er vom 30. Oktober 1987 bis zum 18. Juli 1991 erneut dem Landtag an. Johann Karall galt bis zu seinem Ausscheiden aus dem Landtag als konsequenter Gegner einer Kooperation der ÖVP mit den burgenländischen Freiheitlichen.
Innerparteilich war Karall von 1971 bis 1974 auch Landesparteiorganisations-Referent und hatte von 1974 bis 1990 das Amt des Bezirksparteiobmanns im Bezirk Eisenstadt-Umgebung inne. Zudem war er von 1972 bis 1981 Obmann der Landespersonalvertretung und zwischen 1974 und 1989 Vorsitzender der Gewerkschaft öffentlicher Dienst, Sektion Verwaltung.

## Sport
In der österreichischen Basketballszene genoss Johann Karall seit den frühen 1950er Jahren unter seinem Sportlernamen „Bacsi“ als Spitzenathlet hohes Ansehen. Er wurde mit seinem Team „Union Babenberg Wien“ mehrfach Staatsmeister.
Außerdem nahm er an den Basketball-Europameisterschaften im Jahre 1955 (13. Platz) und 1957 (14. Platz) teil, bei denen er 1955 11 und 1957 8,7 Punkte pro Spiel im Durchschnitt erzielte.
Nach seiner aktiven Sportlerkarriere war er unter anderem als Trainer und Präsident des Burgenländischen Basketballverbandes tätig. In seiner Zeit als Präsident des Burgenländischen Basketballverbandes von 1990 bis 2005 gelang der nationale Aufschwung der burgenländischen Vereine. Nach seinem Ausscheiden aus dem Vorstand des BBV war er als Ehrenpräsident weiterhin tätig.

## Privates
Karall wurde als Sohn des Landwirts Johann Karall aus Großwarasdorf geboren und wuchs mit burgenlandkroatischer Sprache auf. Er war verheiratet und lebte in Eisenstadt.